# Blasser Violett-Milchling
Der Blasse Violett-Milchling (Lactarius aspideus) ist eine Pilzart aus der Familie der Täublingsverwandten (Russulaceae). Der kleine bis mittelgroße, ungenießbare Milchling wird auch Schild-Milchling oder Auen-Schildmilchling genannt. Sein Hut ist blass gelb gefärbt und seine Milch färbt sich auf den Lamellen oder im Kontakt zum Fleisch violett. Der sehr seltene und in Deutschland stark bedrohte Milchling (RL2) kommt meist auf feuchten Böden unter Weiden vor, die Fruchtkörper erscheinen von August bis Oktober.

## Merkmale

### Makroskopische Merkmale
Der Hut ist 1–7 cm breit, zuerst gewölbt mit eingerolltem Rand, dann flach ausgebreitet und in der Mitte leicht niedergedrückt. Die Oberfläche ist glatt, junge Fruchtkörper haben einen fast samtigen Rand, ältere Exemplare sind glänzend. Die Oberseite ist feucht schmierig bis klebrig und am Rand fein gerieft. Später ist sie fast trocken und kaum oder nur undeutlich gezont. Der Hut ist blass strohgelb bis cremegelb gefärbt und manchmal auch violett getönt. Bisweilen hat er bräunlichgraue oder ockerfarbige, tropfenartige Flecken.
Die ziemlich dicht stehenden Lamellen sind breit am Stiel angewachsen oder laufen leicht daran herab. Sie sind nur selten gegabelt, bisweilen untermischt und weißlich gelb oder cremegelb gefärbt. An verletzten oder gequetschten Stellen verfärben sie sich lila oder blass violett.
Der zylindrische bis keulige Stiel ist 1–6,5 cm lang und 0,5–1,7 cm breit. Die Oberfläche ist glatt, fettig, blass strohgelb bis cremefarben, nicht grubig aber manchmal dunkler gelblich gefleckt. Auch er verfärbt sich bei Verletzung gräulich-lila. Das Sporenpulver ist blass cremefarben.
Das weiße Fleisch ist ziemlich brüchig, im Stiel mehr oder weniger fest und verfärbt sich im Anschnitt langsam gräulich lila. Die violette Verfärbung verschwindet aber wieder nach einigen Stunden. Es riecht schwach fruchtig und schmeckt erst mild und dann bitter. Die ziemlich reichliche, weiße Milch verfärbt sich nur in Verbindung mit dem Fleisch lila, trocknet aber gräulichlila ein. Auch sie schmeckt erst mild und dann bitter und aromatisch.

### Mikroskopische Merkmale
Die fast kugeligen bis elliptischen Sporen sind durchschnittlich 7,8–8,8 µm lang und 6,3–7,4 µm breit. Der Q-Wert (Quotient aus Sporenlänge und -breite) ist 1,05–1,35. Das Sporenornament wird bis zu 0,5 µm hoch und ist nahezu vollständig netzig. Es ist oft etwas zebrastreifenartig angeordnet, isoliert stehende Warzen sind selten. Der Hilarfleck ist manchmal zum Rand hin leicht amyloid.
Die zylindrischen bis schwachkeuligen Basidien sind 35–40 µm lang und 9–11 µm breit und meist vier-, seltener zweisporig. Die Pleuromakrozystiden sind zahlreich, dünnwandig, spindelförmig und 40–65 (85) µm lang und 6–10 µm breit. Die Lamellenschneiden sind steril, auf ihnen findet man spindelförmige bis unregelmäßig zylindrische Cheilomakrozystiden, die 30–40 µm lang und 6–8 µm breit sind. Die Spitze ist perlenkettenartig eingeschnürt (moniliform). Daneben kommen Parazystiden vor, die 10–25 × 3–6 µm messen. Sie sind zylindrisch bis leicht keulig und ebenfalls dünnwandig.
Die Huthaut (Pileipellis) ist eine 40–70 µm dicke Ixocutis, ihre Hyphen sind 2–4 µm breit.

## Artabgrenzung
Sehr ähnlich und nahe verwandt ist der Hellgelbe Violett-Milchling (Lactarius flavidus). Einige Mykologen halten ihn nur für eine Varietät des Blassen Violett-Milchling. Der Hellgelbe Violett-Milchling hat größere, kräftigere und deutlich gelb gefärbte Fruchtkörper und seine Sporen sind weniger stark netzig ornamentiert. Er wächst unter verschiedenen Laubbäumen auf weniger feuchten, mehr oder weniger frischen Böden.

## Ökologie
Der Blasse Violett-Milchling ist ein Mykorrhizapilz, der mit verschiedenen Weidenarten und möglicherweise auch mit Erlen eine Symbiose eingeht. Man findet ihn auf feuchten Böden in Weidengebüschen, Bruchwäldern und an Moorrändern. Die Fruchtkörper erscheinen von August bis Oktober vom Tiefland bis in das höhere Bergland hinein.

## Verbreitung

Verbreitung des Blassen Violett-Milchlings in Europa. Grün eingefärbt sind Länder, in denen der Milchling nachgewiesen wurde. Grau dargestellt sind Länder ohne Quellen oder Länder außerhalb Europas.

Der Blasse Violett-Milchling wurde in Nordasien (Ostsibirien, Japan, Korea), Nordamerika (USA) und in Europa nachgewiesen. Die „nordische“ und im kontinentalen Europa montane Art hat ihren Verbreitungsschwerpunkt in Fennoskandinavien. In West- und Mitteleuropa ist der Milchling sehr selten. Der Milchling kommt außerdem in den Baltischen Staaten und in Russland vor.
In Deutschland ist der Pilz aus Bayern, Baden-Württemberg, (Saarland), Hessen, Thüringen, Sachsen und Niedersachsen bekannt, die wenigen verbliebenen Bestände sind durch Trockenlegung der Moore und Weidengebüsche verbunden mit anhaltender Eutrophierung stark gefährdet (RL2). Auch in der Schweiz und Österreich ist der Milchling sehr selten.

## Systematik
Der Blasse Violett-Milchling wurde 1818 erstmals durch den schwedischen Mykologen Elias Fries als Agaricus aspideus beschrieben, 1838 stellte ihn Fries in die Gattung Lactarius, wodurch er seinen heute gültigen Namen erhielt.
Weitere nomenklatorische Synonyme sind L. uvidus var. aspideus (Fr.) Quél. (1886) und Lactifluus aspideus (Fr.: Fr.) Kuntze (1891)
Weitere taxonomische Synonyme sind Agaricus roseoviolascens Lasch (1828) und L. roseoviolascens (Lasch) Romell (1924).
Bei Lactarius aspideus im Sinne von Bresadola (1927) und Konrad & Maublanc handelt es sich um L. flavidus, den Hellgelben Violett-Milchling, bei Lactarius aspideus im Sinne von Romell (1924) um den Zottigen Violett-Milchling (L. repraesentaneus).
Das Artattribut (Epitheton) aspideus leitet sich vom lateinischen (griechischen) Wort „aspis“ / „ἀσπίς“ (Rundschild) ab und ist wie auch der deutsche Name Schild-Milchling eine Anspielung auf die rundschildartige Hutform.

### Infragenetische Systematik
Bei M. Basso und Heilmann-Clausen steht der Milchling in der Untersektion Aspideini, die ihrerseits in der Sektion Uvidi steht. Die Vertreter der Untersektion haben meist klebrige bis schleimige, gelblich oder cremefarbene Hüte und eine weiße Milch, die das Fleisch lila oder violett verfärbt.

## Bedeutung
Der seltene Milchling ist ungenießbar.